# Список национальных парков Бенина
В Бенине находится 2 охраняемые территории, обладающие статусом национального парка. Всего же в Бенине 52 охраняемых территорий.

## Национальные парки
| № | Название | Оригинальное название            | Площадь, км² | Дата основания | Изображение |
| - | -------- | -------------------------------- | ------------ | -------------- | ----------- |
| 1 | Дубль-Вэ | фр. "W" du Niger                 | 20 483,13    | 1936           |             |
| 2 | Пенджари | фр. Parc National de la Pandjari | 2 755        | 1961           |             |